# Calodactylus aequatorialis
Calodactylus aequatorialis är en skalbaggsart som beskrevs av Moser 1918. Calodactylus aequatorialis ingår i släktet Calodactylus och familjen Melolonthidae. Inga underarter finns listade.